# Triathlon ai Giochi della XXXIII Olimpiade
Le competizioni di triathlon ai Giochi della XXXIII Olimpiade si sono svolti dal 31 luglio al 5 agosto al Ponte Alessandro III, con un totale di 110 atleti che gareggeranno in ciascuna delle gare maschili e femminili. Dopo l'enorme successo di Tokyo 2020, la staffetta mista rimane per la seconda volta nel programma di triathlon alle Olimpiadi.

## Qualificazioni
Il periodo di qualificazione è iniziato il 27 maggio 2022 e si concluderà lo stesso giorno nel 2024. 110 atleti (55 per ogni genere) si contenderanno gli ambiti posti con un massimo di tre per genere per ciascun NOC. In quanto paese ospitante, la Francia riceve automaticamente quattro posti contingentati (due per sesso), mentre il NOC idoneo con il punteggio più alto otterrà ciascuno due posti maschili e due femminili ai Campionati mondiali di staffetta mista 2022 e 2023.
Ai sei NOC idonei con il punteggio più alto verranno assegnati due posti contingentati per sesso in base alla classifica di qualificazione olimpica della staffetta mista mondiale del triathlon del 25 marzo 2024, con altri due dall'evento di qualificazione olimpica della staffetta mista che si terrà tra il 15 aprile e il 27 maggio 2024. Il periodo di qualificazione si conclude con i primi 26 individui per genere che si assicurano un posto ambito, soggetto al limite di tre per NOC e ignorando i primi due di ciascun NOC che si sono qualificati attraverso le staffette miste. Un posto aggiuntivo per ciascun continente sarà assegnato al triatleta maschile e femminile con il punteggio più alto del NOC non ancora qualificato per i Giochi. Gli ultimi due posti per genere vengono assegnati ai triatleti sotto la Commissione Tripartita e a quelli idonei tra i primi 180 della classifica individuale del World Triathlon.

## Calendario
| Data           | Orario (UTC+2) | Evento         |
| -------------- | -------------- | -------------- |
| 31 luglio 2024 | 8:00           | Gara femminile |
| 31 luglio 2024 | 10:45          | Gara maschile  |
| 5 agosto 2024  | 8:00           | Gara a squadre |

### Inquinamento della Senna e rinvio gara maschile
L'evento individuale maschile era originariamente previsto per il 30 luglio 2024, ma è stato rinviato a causa della qualità dell'acqua della Senna che non ha superato un test di sicurezza per i livelli di inquinamento.

## Nazioni partecipanti
hanno partecipato 110 triatleti provenienti da 42 nazioni diverse.
- Argentina (1)
- Australia (4)
- Austria (4)
- Azerbaigian (1)
- Barbados (1)
- Belgio (4)
- Bermuda (3)
- Brasile (4)
- Canada (3)
- Cile (2)
- Cina (1)
- Colombia (1)
- Rep. Ceca (1)
- Danimarca (2)
- Ecuador (1)
- Francia (6)
- Germania (6)
- Gran Bretagna (5)
- Guam (1)
- Hong Kong (1)
- Ungheria (3)

- Islanda (1)
- Israele (1)
- Italia (5)
- Giappone (3)
- Kazakistan (1)
- Lussemburgo (1)
- Mauritius (1)
- Messico (4)
- Marocco (1)
- Paesi Bassi (4)
- Nuova Zelanda (4)
- Norvegia (4)
- Polonia (1)
- Portogallo (4)
- Romania (1)
- Spagna (5)
- Sudafrica (3)
- Svezia (1)
- Svizzera (1)
- Togo (1)
- Stati Uniti (5)

## Podi
| Evento                    | Oro                                                           | Perform. | Argento                                                          | Perform. | Bronzo                                                                | Perform. |
| Gara maschile (dettagli)  | Alex Yee                                                      | 1h 43"33 | Hayden Wilde                                                     | 1h 43"39 | Léo Bergère                                                           | 1h 43"43 |
| Gara femminile (dettagli) | Cassandre Beaugrand                                           | 1h 54"55 | Julie Derron                                                     | 1h 55"01 | Beth Potter                                                           | 1h 55"10 |
| Gara a squadre (dettagli) | Germania Tim Hellwig Lisa Tertsch Lasse Lührs Laura Lindemann | 1h 25"29 | Stati Uniti Seth Rider Taylor Spivey Morgan Pearson Taylor Knibb | 1h 25"30 | Gran Bretagna Alex Yee Georgia Taylor-Brown Sam Dickinson Beth Potter | 1h 25"30 |

## Medagliere
| Pos.   | Paese         | Oro | Argento | Bronzo | Totale |
| ------ | ------------- | --- | ------- | ------ | ------ |
| 1      | Gran Bretagna | 1   | 0       | 2      | 3      |
| 2      | Francia       | 1   | 0       | 1      | 2      |
| 3      | Germania      | 1   | 0       | 0      | 1      |
| 4      | Nuova Zelanda | 0   | 1       | 0      | 1      |
| 4      | Svizzera      | 0   | 1       | 0      | 1      |
| 4      | Stati Uniti   | 0   | 1       | 0      | 1      |
| Totale | Totale        | 3   | 3       | 3      | 9      |